# 마쓰다이라 모토무네
마쓰다이라 모토무네(일본어: 松平元心, 1481년 ~ 1562년 8월 25일)는 센고쿠 시대의 무장이다. 마쓰다이라 다다카게의 아들로, 고이 마쓰다이라 가의 제2대 당주이다. 제3대 당주 마쓰다이라 노부나가는 그의 장남이다.
마쓰다이라 나가치카의 명에 의해 누카타군 후코즈 성의 성주 오바 지로자에몬(大場次郎左衛門)을 무찌르고, 그 전공을 동생인 다다사다에게 양도한다. 1562년(에이로쿠 5년), 82세로 죽었다. 장지는 아이치현 가마고리시 고이(五井)의 조센지(長泉寺)이다.
| 전임 마쓰다이라 다다카게 | 제2대 고이 마쓰다이라가 당주 | 후임 마쓰다이라 노부나가 |